# Vineri 13 - Partea a III-a
Vineri 13 - Partea a III-a (titlu original: Friday the 13th Part III) este un film american din 1982 regizat de Steve Miner.

## Distribuție
- Dana Kimmell - Chris Higgins
- Paul Kratka - Rick
- Tracie Savage - Debbie
- Jeffrey Rogers - Andy
- Catherine Parks - Vera Sanchez
- Larry Zerner - Shelly
- Richard Brooker - Jason Voorhees
- David Katims - Chuck Garth
- Rachel Howard - Chili Jachson
- Nick Savage - Ali
- Gloria Charles - Fox
- Kevin O'Brien - Loco
- Cheri Maugans - Edna Hockett
- Steve Susskind - Harold Hockett
- Perla Walter - Mrs. Sanchez
- David Wiley - Abel
- Betsy Palmer - Mrs. Pamela Voorhees †
- Amy Steel - Ginny †
- John Furey - Paul †
- Steve Dash - Jason †

† - Imagini de arhivă